# Merit Ptah
Merit Ptah (2700 a.C. circa) è stata una medica egizia.

## Biografia
| p · t | H | mr | i | i | t · B1 |

| p · t | H | mr | i | i | t · B1 |

È la prima donna nota per nome nel campo della medicina, e probabilmente la prima donna conosciuta in campo scientifico. Ha combinato la sua attività con pratiche spirituali ed è stata anche ostetrica.
La sua immagine può esser vista in una tomba nella necropoli vicino alla piramide a gradoni di Saqqara. Suo figlio, che fu un Sommo Sacerdote, la descrive come "il Sommo Medico".
L'Unione Astronomica Internazionale ha chiamato un cratere di impatto su Venere in suo onore, Cratere Merit Ptah.
Merit Ptah non deve essere confusa con l'omonima moglie di Ramose (Governatore di Tebe e Visir sotto Amenophis III e Amenophis IV), ritratta con il marito nella tomba nr. 55 nella Valle dei Re in Egitto.
Secondo Jakub Kwiecinski (Università di Oxford), storico della medicina e autore di una ricerca pubblicata sul Journal of the History of Medicine and Allied Sciences, Merit Ptah non sarebbe in realtà mai esistita. Le sue ricerche l'hanno portato infatti a constatare che il suo nome non figura nelle liste dei guaritori dell'Antico Egitto e nemmeno in quelle delle amministratrici dell'epoca dell'Antico Regno (2575-2150 a.C.). La persona in questione sarebbe invece un'altra, della stessa epoca, di nome Peseshet, una donna la cui immagine venne trovata su una falsa porta nella tomba del figlio, scoperta nel 1929-1930 a Giza. Madre anche lei di un sommo sacerdote, viene denominata "capo delle guaritrici". Lo scambio di persona è dovuto a un equivoco in cui sarebbe caduta la scrittrice, attivista e medico canadese Kate Campbell Hurd-Mead, che ha parlato in un suo libro di un'immagine ritrovata in una tomba della Valle dei Re: il soggetto - lei afferma - è una donna chiamata Merit Ptah, che il figlio, sommo sacerdote, definisce "medico capo"  (cfr. articolo di Chiara Guzzonato, Focus, 1 gennaio 2020).